# Mathías Cardacio
Mathías Adolfo Cardaccio Alaguich (ur. 2 października 1987 w Montevideo) – urugwajski piłkarz pochodzenia włoskiego występujący najczęściej na pozycji środkowego pomocnika, obecnie zawodnik meksykańskiego Dorados de Sinaloa.
Mathías Cardacio jest wychowankiem Nacionalu Montevideo.
W 2008 podpisał 4–letni kontrakt z włoskim zespołem A.C. Milan. Debiut w Milanie zaliczył w meczu Pucharu Włoch z S.S. Lazio (1:2), zmieniając Andrija Szewczenkę w 85 minucie, a w 92 minucie został ukarany żółtą kartką. Debiut w Serie A zanotował w 33. kolejce przeciwko US Palermo, zmieniając w 79 minucie Davida Beckhama.
28 sierpnia 2009 rozwiązał kontrakt z Milanem. Następnie związał się z zespołem Defensor Sporting, który wypożyczył go do Banfield. W latach 2010–2011 był zawodnikiem meksykańskiego Atlante, gdzie rozegrał 19 ligowych meczów i strzelił jedną bramkę.
Występował na Mistrzostwach Świata U–20 2007 w młodzieżowej reprezentacji Urugwaju. W seniorskiej kadrze zadebiutował w 2008 roku.